# KK Helios Domžale
Der Košarkarski klub Domžale ist ein slowenischer Basketballverein aus Domžale. Die erste Herrenmannschaft hat einen Namenssponsor mit dem örtlichen Chemiehersteller „Helios“ und tritt als Helios Suns an. Die Mannschaft gewann bislang zweimal die slowenische Meisterschaft. Bei der ersten Meisterschaft 2007 war man erst der dritte Verein seit der Unabhängigkeit Sloweniens 1991, der eine Meisterschaft der Herren gewinnen konnte. Zuletzt gewann die Mannschaft den neu geschaffenen Alpe Adria Cup sowie die nationale Meisterschaft 2016 und spielt in der Saison 2016/17 neben der slowenischen Meisterschaft nach fünf Jahren Pause ihre achte Spielzeit in der supranationalen Adriatischen Basketballliga (ABA-Liga).

## Geschichte
Die erste lokale Basketballmannschaft wurde 1949 in der Sportvereinigung TVD Partizan eingerichtet, die sich schließlich im KK Domžale selbständig machte. In der SR Slowenien stand die Mannschaft hinter dem KK Olimpija aus der slowenischen Hauptstadt Ljubljana, die mit Persönlichkeiten wie Ivo Daneu schon in den 1950er Jahren zu den führenden Mannschaften Jugoslawiens gehörte. Doch der KK Domžale konnte ab Mitte der 1980er Jahre zumindest im Nachwuchsbereich auch auf nationaler Ebene mithalten und wurde 1987 Vizemeister bei den Junioren.
Nach der Unabhängigkeit Sloweniens spielte dann auch die Herrenmannschaft erstklassig und erreichte in der Premierensaison der slowenischen Liga als Dritter das Play-off-Halbfinale. Anschließend spielte man drei Jahre hintereinander im internationalen Korać-Cup, in dem die Mannschaft nur bei der ersten Teilnahme die erste Qualifikationsrunde gegen eine luxemburgische Mannschaft überstand und ansonsten jeweils gleich zum Auftakt ausschied. Die Halbfinalteilnahme in der Premierensaison sollte jedoch auch auf nationaler Ebene für einige Jahre die beste Platzierung in der slowenischen Meisterschaft bleiben. Mitte der 1990er Jahre erreichte man zweimal als Drittletzter nur knapp den Klassenerhalt. Im Korać-Cup 1997/98 versuchte man sich erneut auf internationaler Ebene und verlor alle sechs Gruppenspiele ebenso wie die beiden Auftaktspiele der ersten Qualifikationsrunde der folgenden Austragung gegen den bosnischen Verein KK Sloboda Tuzla. In jener Saison 1998/99 hatte die Mannschaft sogar die schlechteste sportliche Bilanz aller slowenischen Erstligisten und hielt die Klasse nur durch den Rückzug anderer Mannschaften.
Ab der Saison 2000/01 konnte die Herrenmannschaft zumindest national zu den Mannschaften der oberen Tabellenhälfte in Slowenien wieder aufschließen. Dies reichte zur erstmaligen Qualifikation für die supranationale ABA-Liga 2004/05, in der man als vierte slowenische Mannschaft jedoch nach nur fünf Siegen in 30 Spielen den 16. und letzten Platz am Saisonende belegte. Als nationaler Vierter der Saison 2004/05 war die Mannschaft in der folgenden ABA-Liga-Saison wieder dabei und konnte sich in der auf 14 Mannschaften verkleinerten Liga auf den zwölften und drittletzten Platz verbessern, wobei man den nationalen Konkurrenten KK Pivovarna Laško als Letzten hinter sich ließ. National verpasste man als Dritter zunächst erneut den Einzug in die Play-off-Finalserie um die Meisterschaft, der jedoch in der folgenden Saison gelang, als man auf Anhieb unter Trainer Memi Bečirović den Serienmeister und Titelverteidiger KK Union Olimpija knapp in fünf Spielen bezwingen konnte und slowenischer Meister der Herren 2007 wurde. Mit dem Titelgewinn im nationalen Pokalwettbewerb gegen den gleichen Gegner war das gleichbedeutend mit dem Gewinn des Doubles. Nach dem KK Krka aus Novo mesto 2003 war der KK Helios Domžale damit erst der dritte Klub, der nach der Unabhängigkeit eine Meisterschaft der Herren gewinnen konnte.
In der Meistersaison hatte man als beste slowenische Mannschaft den achten Platz in der ABA-Liga erreicht, doch bereits in der folgenden Saison fand man sich in der supranationalen Liga auf dem 13. und vorletzten Platz wieder, wobei man nur den KD Slovan hinter sich lassen konnte. Nach der Finalniederlage im nationalen Pokalwettbewerb gegen Union Olimpija war der wieder erstarkte Hauptstadtklub auch in der slowenischen Meisterschaft siegreich gegen Titelverteidiger Helios in der Play-off-Finalserie mit drei Siegen zu einem. Eine Saison später blieb der KK Helios gar sieglos in der Finalserie gegen Titelverteidiger Union Olimpija. Der Finaleinzug mit der Vizemeisterschaft rettete dem Drittletzten Helios eine weitere Saison in der ABA-Liga, obwohl der nationale Konkurrent Krka Novo mesto einen Platz besser platziert war. Nach nur sechs Siegen in 26 Spielen der ABA-Liga 2009/10 belegte die Mannschaft jedoch nur noch den letzten Platz und verschwand zumindest für eine Saison aus der supranationalen Liga, in die der neue slowenische Meister Krka, der den bisherigen Vizemeister Helios im nationalen Halbfinale bezwungen hatte, zurückkehrte. Das gute Abschneiden der beiden slowenischen Final-Four-Teilnehmer in der ABA-Liga 2010/11 ermöglichte dem nationalen Dritten Helios, der in der Qualifikation zur EuroChallenge 2010/11 am tschechischen Vertreter BK Prostějov gescheitert war, jedoch eine weitere Teilnahme in der ABA-Liga 2011/12, in der dieser als Vorletzter nur den KK Zlatorog Laško hinter sich lassen konnte.
Zwischen 2010 und 2014 waren die Teilnahmen an der Play-off-Finalserie der slowenischen Meisterschaft praktisch „fest“ an den KK Union Olimpija und den KK Krka vergeben, der fünfmal hintereinander Meister werden konnte. Anders als 2011 reichte das Abschneiden dieser beiden Mannschaften in der ABA-Liga jedoch nicht zur Teilnahme weiterer slowenischer Mannschaften an diesem supranationalen Wettbewerb. Nach der nationalen Halbfinalteilnahme 2012 rutschte der KK Helios auch aus dem Kreis der vier Play-off-Teilnehmer in Slowenien 2013, obwohl man wie 2011 auch das Pokalfinale 2013 erreicht hatte, welches jeweils gegen Union Olimpija verloren ging. In der Saison 2013/14 kehrte die Mannschaft als Dritter in die um ein Viertelfinale erweiterten Play-offs zurück. Im Viertelfinale bezwang man den KK Rogaška und verlor die Halbfinalserie gegen den Rekordmeister KK Union Olimpija. In der folgenden Saison konnte man den zweitplatzierten Union Olimpija in der Viertelfinalserie überraschend klar bezwingen, verlor aber die Halbfinalserie gegen Rogaška.
In der Saison 2015/16 versuchten sich die Helios Suns auch wieder in internationalen Wettbewerben; im FIBA Europe Cup 2015/16 reichte es in sechs Gruppenspielen jedoch nur zu einem Auswärtssieg nach Verlängerung beim polnischen Vertreter Turów Zgorzelec. Im erstmals ausgespielten Alpe Adria Cup zwischen je zwei Mannschaften aus Kroatien, Österreich, der Slowakei und Slowenien erreichte die Mannschaft das Finale, in dem man mit drei Punkten Unterschied den nationalen Konkurrenten Zlatorog Laško bezwingen konnte und Premierengewinner dieses Wettbewerbs wurde. Nach bescheidenem Start in der Vorrunde der slowenischen Meisterschaft mit fünf Niederlagen in 16 Spielen erreichte der KK Helios mit ausgeglichener Bilanz in der Meisterschaftsrunde gleichauf mit KK Olimpija als Vierter die Play-offs. Nachdem die Mannschaft im Viertelfinale Rogaška und im Halbfinale den Ersten Krka besiegen konnte, reichte es in der Finalserie über den KK Zlatorog zur zweiten slowenischen Meisterschaft mit drei Siegen zu einem. Als slowenischer Meister qualifizierte sich die Mannschaft damit nach fünf Jahren Pause zu einer weiteren und damit achten Teilnahme insgesamt an der supranationalen Liga ABA-Liga 2016/17.

## Bekannte Spieler
| - Radovan Trifunović 1993–98, 1999/2000, Trainer 2008–10 - Jure Močnik 2001–10, 2012/13, seit 2016 - Pero Blaževski 2004/05 - Domen Lorbek 2004–06, 2009/10 - Klemen Lorbek 2005/06, 2010 - Željko Zagorac 2005/06, 2008–10, seit 2015 - Klemen Prepelič 2010–12 - Sandi Čebular 2011/12 | - Jan Močnik seit 2014 - Marko Šćekić 2015 - Hugh Robertson 2015/16 - Martynas Andriuškevičius seit 2016 - Cory Remekun seit 2016 |